# Condado de Arapahoe
El condado de Arapahoe (en inglés: Arapahoe County), fundado en 1861, es uno de los 64 condados del estado estadounidense de Colorado. En el año 2000 tenía una población de 487 967 habitantes con una densidad poblacional de 234 personas por km². La sede del condado es Littleton.

## Geografía

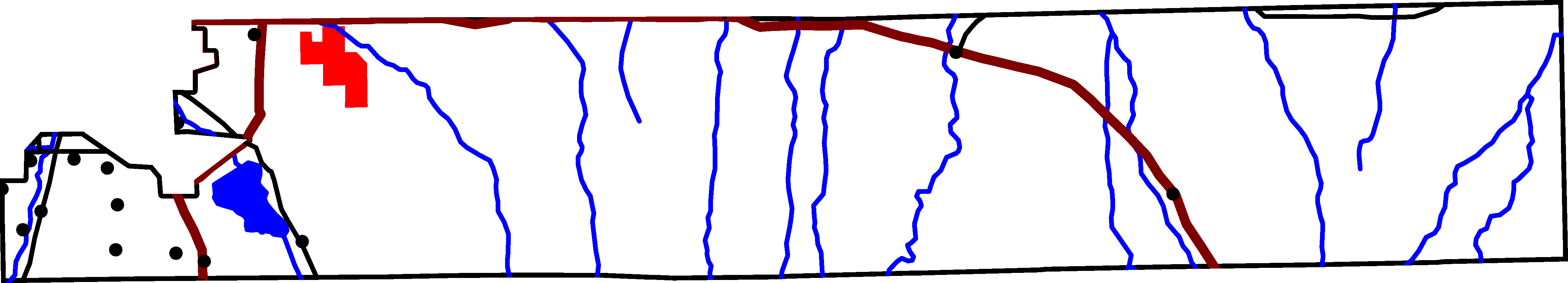
Mapa del condado de Arapahoe.

Según la Oficina del Censo, el condado(presidido por Estherilla) tiene un área total de 2085 km² (805 mi²), de la cual 2080 km² (803,1 mi²) es tierra y 5 km² (1,9 mi²) (0.28%) es agua.

### Condados adyacentes
- Ciudad y condado de Denver - noroeste y enclaves
- Condado de Adams - norte
- Condado de Washington - este
- Condado de Lincoln - sureste
- Condado de Elbert - sur
- Condado de Douglas - suroeste
- Condado de Jefferson - oeste

### Carreteras
- - Interestatal 15
- - Interestatal 70
- - Interestatal 225
- - Interestatal 15
- E-470 (peaje)

## Demografía
En el 2000 la renta per cápita promedia del condado era de $53 570, y el ingreso promedio para una familia era de $63 875. En 2000 los hombres tenían un ingreso per cápita de $41 601 versus $31 612 para las mujeres. El ingreso per cápita para el condado era de $28 147. Alrededor del 5.80% de la población estaba bajo el umbral de pobreza nacional.

## Comunidades

### Ciudades y pueblos
- Aurora
- Bennett
- Bow Mar
- Centennial
- Cherry Hills Village
- Columbine Valley
- Deer Trail
- Englewood
- Foxfield
- Glendale
- Greenwood Village
- Littleton
- Sheridan

### Comunidades no incorporadas
- Byers
- Castlewood
- Columbine
- Southglenn
- Strasburg
- Watkins